# NGC 5895
NGC 5895 é uma galáxia espiral (Sc) localizada na direcção da constelação de Boötes. Possui uma declinação de +42° 00' 28" e uma ascensão recta de 15 horas, 13 minutos e 50,1 segundos.
A galáxia NGC 5895 foi descoberta em 23 de Maio de 1854 por William Parsons.